# Pianot
Pianot (engelska: The Piano) är en fransk-australisk dramafilm från 1993, med manus och regi av Jane Campion.
Filmen är en romantisk 1800-talsskildring som är inspirerad av den brittiska författaren Emily Brontës roman Svindlande höjder.

## Handling
Filmen handlar om en kvinna och hennes piano och handlar i stor utsträckning om kärlek, erotik och svek; ett förtätat och atmosfärfyllt triangeldrama.

## Rollista i urval
- Holly Hunter – Ada McGrath
- Harvey Keitel – George Baines
- Sam Neill – Alisdair Stewart
- Anna Paquin – Flora McGrath
- Kerry Walker – tant Morag
- Genevieve Lemon – Nessie
- Tungia Baker – Hira
- Ian Mune – pastor
- Peter Dennett – sjöman
- Cliff Curtis – Mana
- George Boyle – Adas far
- Rose McIver – ängel

## Priser och utmärkelser
Holly Hunter och Anna Paquin belönades med varsin Oscar för sina rollinsatser och Campion belönades med samma pris för filmens manus. Filmen vann även Guldpalmen vid filmfestivalen i Cannes.